# LOVE, SPARK, JOY!
『LOVE, SPARK, JOY!』（ラブ・スパーク・ジョイ）は、SCANDALのミニアルバム。2025年3月5日にビクターエンタテインメント内のプライベートレーベル『her』から発売予定。

## 概要
- 前作『LUMINOUS』から約10か月振りのアルバムリリースであり、ミニアルバムとしては『R-GIRL's ROCK!』から約15年振りである。
- CDは、通常盤（VICL-66045）、初回限定盤（VIZL-2419）の2形態で発売される。
- 初回限定盤の特典BDには、「SCANDAL TOUR 2024 "LUMINOUS"」のZepp Haneda公演の模様が全20曲を収録[1]。
- CD発売に先駆け、2025年1月1日より3ヶ月連続で計3曲を配信で先行リリース予定。
- SCANDALが結成初期に初めてカバーした楽曲である、ロイ・オービソンの「Oh, Pretty Woman」が収録。

## 収録曲

### CD
1. Terra Boy
作詞・作曲：田中秀典　編曲：川口圭太
2. どうかしてるって
作詞・作曲：RINA、田中秀典　編曲：川口圭太
3. Soundly
作詞・作曲：田鹿ゆういち　編曲：川口圭太、梅田貴之
4. Oh, Pretty Woman
作詞・作曲：ロイ・オービソン、ビル・ディーズ　編曲： シライシ紗トリ
  - 原曲はロイ・オービソン

### Blu-ray

#### 初回限定盤
- SCANDAL TOUR 2024 "LUMINOUS" ＠ Zepp Haneda

| #   | タイトル                       | 作詞 | 作曲・編曲 |
| --- | ------------------------------ | ---- | ---------- |
| 1.  | 「群青pleats」                 |      |            |
| 2.  | 「恋するユニバース」           |      |            |
| 3.  | 「LOVE ME DO」                 |      |            |
| 4.  | 「私たち」                     |      |            |
| 5.  | 「1:47」                       |      |            |
| 6.  | 「愛の正体」                   |      |            |
| 7.  | 「Plum」                       |      |            |
| 8.  | 「LOOP」                       |      |            |
| 9.  | 「最終兵器、君」               |      |            |
| 10. | 「テイクミーアウト」           |      |            |
| 11. | 「Fuzzy」                      |      |            |
| 12. | 「あなたへ」                   |      |            |
| 13. | 「ファンファーレ」             |      |            |
| 14. | 「Line of sight」              |      |            |
| 15. | 「瞬間センチメンタル」         |      |            |
| 16. | 「LOVE SURVIVE」               |      |            |
| 17. | 「ハイライトの中で僕らずっと」 |      |            |
| 18. | 「STANDARD」                   |      |            |
| 19. | 「会わないつもりの、元気でね」 |      |            |
| 20. | 「Sisters」                    |      |            |